# Jan z Dąbrówki
Jan z Dąbrówki (ur. ok. 1400 w Dąbrówce, zm. 11 stycznia 1472 w Krakowie) – filozof, teolog, profesor i rektor Akademii Krakowskiej.

## Życiorys
Pochodził z Dąbrówki na Kujawach. Na Akademię zapisał się w 1420, w 1421 uzyskał stopień bakałarza, a w 1427 magistra nauk wyzwolonych.
Po studiach wykładał retorykę na Wydziale Sztuk Wyzwolonych w latach 1427–1433, a w 1433 pełnił funkcję dziekana tegoż wydziału. Podjął następnie studia teologiczne i prawnicze. W latach 1434–1436 napisał pierwsze swe wielkie dzieło Komentarz do Kroniki Polskiej Mistrza Wincentego zwanego Kadłubkiem. Komentarz jest nazywany pierwszą książką naukową napisaną w Polsce, a zarazem pierwszym rodzimym podręcznikiem akademickim i szkolnym. W 1434 uzyskał stopień bakałarza teologii. Od 1439 do 1441 wykładał na Wydziale Teologii Sentencje Piotra Lombarda. Pisząc komentarz do Sentencji Piotra Lombarda, ukończył studia prawnicze uwieńczone doktoratem ok. 1440. W 1449 uzyskał doktorat z teologii, od 1450 był profesorem na Wydziale Teologii. W latach 1458–1465 pełnił też funkcję wicekanclerza krakowskiej uczelni, 9-krotnie był wybierany na stanowisko rektora Akademii, po raz pierwszy w 1446, ostatni raz w 1471. W 1464 wszedł w skład komisji mającej za zadanie gruntowną reformę statutów Akademii oraz jego wydziałów. Z polecenia biskupa Zbigniewa Oleśnickiego wraz z Janem Długoszem zajmował się urządzeniem Bursy Jerozolimskiej, a w 1467 przyczynił się znaczną pożyczką do urządzenia nowo powstałej Bursy Węgierskiej.
Uzdolnienia prawnicze Jana wykorzystał król Kazimierz Jagiellończyk w ważnych misjach dyplomatycznych. W 1462 Jan jako rzeczoznawca przesądził na rzecz króla ziemię rawską i gostyńską w sporze z Piastami mazowieckimi i śląskimi o spadek po książętach płockich. W 1464 razem z Jakubem z Szadka i Janem Długoszem brał udział w toruńskich rokowaniach pokojowych z Krzyżakami. Kujawy, miejsce jego urodzenia, narażone były na częste i krwawe napady Krzyżaków, stąd u Jana ogromna niechęć do zakonu krzyżackiego, wyrażane w jego działalności dyplomatycznej.
Nie zabiegał o godności kościelne, dopiero w 1467 został kanonikiem katedry wawelskiej. Zmarł w czasie kadencji rektorskiej, w związku z czym został pochowany w katedrze wawelskiej. W testamencie zapisał dla Uniwersytetu Krakowskiego znaczny legat pieniężny, z którego w 1473 powołano na Wydziale Sztuk Wyzwolonych dwie katedry, a biblioteka krakowskiej uczelni zyskała księgozbiór liczący ponad 100 ksiąg i kodeksów.